# Rivière du Baillif
Pour les articles homonymes, voir Baillif (homonymie).
La rivière du Baillif est un cours d'eau de Basse-Terre en Guadeloupe prenant source dans le parc national de la Guadeloupe et se jetant dans la mer des Caraïbes.

## Géographie
Longue de 8,8 km, la rivière du Baillif prend sa source sur la crête Ananas sur le territoire de la commune de Baillif. Elle est alimentée par la confluence de plusieurs ravines – dont les Ravine Borromu, Tousautoir et Rivon – et son cours s'écoule intégralement sur le territoire de la commune de Baillif pour se jeter dans la mer des Caraïbes au nord du bourg à la Pointe de la Madeleine.

## Histoire
Des vestiges de villages néoindiens datés entre 200 et 1200 après J-C, y ont été découverts près de son embouchure. 